# Great South Africans
Great South Africans was een Zuid-Afrikaanse televisieserie op Suid-Afrikaanse Uitsaaikorporasie (SABC3) in 2004. Het programma is een spin-off van de 100 Greatest Britons van de BBC.
Nelson Mandela werd, zoals verwacht, de grootste Zuid-Afrikaan. Dit was te danken aan zijn enorme populariteit en zijn internationale uitstraling als staatsman en symbool van de bevrijding van de apartheid.
Terwijl de lijst duidelijk bedoeld was voor debat en entertainment, kreeg de SABC al vlug te kampen met controverses over de hoge eindstand van sommige omstreden Zuid-Afrikanen. Hendrik Verwoerd, de grondlegger van de Apartheid, eindigde hoger dan Albert Luthuli, Zuid-Afrika’s eerste winnaar van de Nobelprijs voor de Vrede, en Chris Hani, een anti-apartheidsactivist die stierf voor zijn doel. Andere controversiële figuren op de lijst waren de cricketspeler Hansie Cronjé, de politieke activist Eugène Terre'Blanche, en de radio- en tv-presentator Jeremy Mansfield.
Het debat over de lijst weerspiegelt de grote verschillen die nog steeds in de Zuid-Afrikaanse samenleving bestaan. Op 15 oktober 2004 gaf de zender toe aan de druk van politieke commentatoren en de media, en stopte met het programma. De plaatsen 2 tot en met 10 werden niet officieel toegekend. Velen klaagden dat Hendrik Verwoerd en Eugène Terre'Blanche zo hoog eindigden omdat het een televisieprogramma betrof en er via telefoon, sms en website gestemd werd. Deze twee media worden in Zuid-Afrika vooral door de blanke bevolking gebruikt. Anderen waren het echter niet eens met de annulering van de show, omdat op deze manier aan de bevolking opgelegd werd wat ze moesten denken.

## Eindstand
1. Nelson Mandela (1918-2013)
2. Christiaan Barnard (1922-2001)
3. F.W. de Klerk (1936-2021)
4. Mahatma Gandhi (1869-1948)
5. Nkosi Johnson (1989-2001)
6. Winnie Mandela (1936-2018)
7. Thabo Mbeki (1942)
8. Gary Player (1936)
9. Jan Smuts (1870-1950)
10. Desmond Tutu (1931-2021)
11. Hansie Cronjé (1969-2002)
12. Charlize Theron (1975)
13. Steve Biko (1946-1977)
14. Shaka (1787-1828)
15. Mangosuthu Buthelezi (1928)
16. Tony Leon (1956)
17. Brenda Fassie (1964-2004)
18. Mark Shuttleworth (1973)
19. Hendrik Verwoerd (1901-1966)
20. Chris Hani (1942-1993)
21. Bonginkosi Dlamini (Zola)
22. Patricia de Lille (1951)
23. Johnny Clegg (1953)
24. Helen Suzman (1917-2009)
25. Eugène Terre'Blanche (1941-2010)
26. Pieter-Dirk Uys (1945)
27. Paul Kruger (1825-1904)
28. Anton Rupert (1916-2006)
29. Jonty Rhodes (1969)
30. Leon Schuster
31. Oliver Tambo (1917-1993)
32. Steve Hofmeyr (1964)
33. Walter Sisulu (1912-2003)
34. Cyril Ramaphosa (1952)
35. JRR Tolkien (1892-1973)
36. Beyers Naudé (1915-2004)
37. Ernie Els (1969)
38. Miriam Makeba (1932-2008)
39. Patrice Motsepe
40. Trevor Manuel (1956)
41. Albert Luthuli (1898-1967)
42. Robert Sobukwe (1924-1978)
43. Tokyo Sexwale (1953)
44. Danny Jordaan (1951)
45. Fatima Meer (1928-2010)
46. Ahmed Kathrada (1929)
47. Joe Slovo (1926-1995)
48. Natalie du Toit (1984)
49. Jomo Sono (1955)
50. Francois Pienaar (1967)
51. John Kani (1943)
52. Penelope Heyns (1974)
53. Jeremy Mansfield
54. Lucas Radebe (1969)
55. Mamphela Ramphele (1947)
56. Cecil Rhodes (1853-1902)
57. Albertina Sisulu (1919-2011)
58. Aggrey Klaaste (1940-2004)
59. Alan Paton (1903-1988)
60. Harry Oppenheimer (1908-2000)
61. Zackie Achmat (1962)
62. Doctor Khumalo (1967)
63. Jan van Riebeeck (1619-1677)
64. Bruce Fordyce
65. Enoch Sontonga (1873-1905)
66. Zola Budd (1966)
67. Sol Plaatje (1877-1932)
68. Danie Craven (1910-1994)
69. Allan Boesak (1945)
70. Felicia Mabuza-Suttle
71. Yvonne Chaka Chaka
72. "Baby" Jakes Matlala (1962)
73. Kaizer Motaung (1945)
74. Basetsana Kumalo (1974)
75. Antjie Krog (1952)
76. Dullah Omar (1934-2004)
77. Mandoza (1978)
78. Nkosazana Dlamini-Zuma (1949)
79. Raymond Ackerman (1931)
80. Nadine Gordimer (1923-2014)
81. Daniël François Malan (1874-1959)
82. Frederik van Zyl Slabbert (1940)
83. James Barry Munnik Hertzog (1866-1942)
84. Hector Pieterson (1964-1976)
85. Sewsunker "Papwa" Sewgolum (1930-1978)
86. William Smith
87. Pieter Willem Botha (1916-2006)
88. Hugh Masekela (1939)
89. Bulelani Ngcuka (1954)
90. Jody Scheckter (1950)
91. George Bizos (1928)
92. Mbongeni Ngema (1955)
93. PJ Powers (1960)
94. Mimi Coertse (1932)
95. Mevrouw Ples (2,6 tot 2,8 miljoen jaar geleden)
96. Abdullah Ibrahim (1934)
97. Govan Mbeki (1910-2001)
98. Jamie Uys (1921-1996)
99. Jacobus Hendrik Pierneef (1886-1957)
100. Athol Fugard (1932)

## Andere landen
| Land                | Jaar | Wedstrijd                                                   | Winnaar                | Andere kandidaten                                                   | Opmerkingen |
| Verenigd Koninkrijk | 2002 | 100 Greatest Britons                                        | Winston Churchill      | Isambard Kingdom Brunel, prinses Diana                              | Eerste verkiezing van de grootste landgenoot |
| Duitsland           | 2003 | Unsere Besten                                               | Konrad Adenauer        | Maarten Luther Karl Marx                                            | |
| Nederland           | 2004 | De grootste Nederlander                                     | Pim Fortuyn            |                                                                     | De winst van Pim Fortuyn leidde tot grote controverse en later werd aangevoerd dat, als er verder doorgeteld zou zijn geweest, Willem van Oranje gewonnen zou hebben. De filoloog Desiderius Erasmus, genomineerd als grootste Belg, stond bij de grootste Nederlander genomineerd als een van de hoogste tien. |
| Canada              | 2004 | the Greatest Canadian                                       | Tommy Douglas          |                                                                     | |
| Finland             | 2004 | Suuret Suomalaiset                                          | Carl Gustaf Mannerheim |                                                                     | |
| België              | 2005 | De grootste Belg                                            | Pater Damiaan          |                                                                     | |
| Nieuw-Zeeland       | 2005 | Top 100 History Makers                                      | Ernest Rutherford      |                                                                     | Er liepen twee lijsten naast mekaar, eentje met een officiële jury, een andere werd door de kijkers verkozen. |
| Tsjechië            | 2005 | Největší Čech                                               | Keizer Karel IV        |                                                                     | |
| Frankrijk           | 2005 | Le Plus Grand Français                                      | Charles de Gaulle      | Louis Pasteur Edith Piaf                                            | |
| Italië              | 2010 | Il più grande italiano di tutti i tempi (Engelse wikipedia) | Leonardo da Vinci      | Giuseppe Verdi, Galileo Galileï, Giovanni Falcone, Paolo Borsellino | |
| Verenigde Staten    |      | The Greatest American                                       | Ronald Reagan          |                                                                     | |
| India               |      | Greatest Indians                                            | Moeder Theresa         |                                                                     | Er was geen tv-reeks |
| Australië           |      | The Greatest Australians                                    | Howard Florey          |                                                                     | Hele verkiezing gebeurde op één dag. |

- De Greatest Africans of All Time werden verkozen door een tijdschrift.
- Wales verkoos zijn 100 Welsh Heroes via het internet in de winter van 2003-2004.
- Via het internet loopt ook een verkiezing, Europe's 100 Most Influential wordt gezocht.